# Ellis Grove
Ellis Grove és una població dels Estats Units a l'estat d'Illinois. Segons el cens del 2000 tenia 381 habitants.

## Demografia
Segons el cens del 2000, Ellis Grove tenia 381 habitants, 145 habitatges, i 102 famílies. La densitat de població era de 319,8 habitants/km².
Dels 145 habitatges en un 40% hi vivien nens de menys de 18 anys, en un 62,1% hi vivien parelles casades, en un 6,2% dones solteres, i en un 29% no eren unitats familiars. En el 26,2% dels habitatges hi vivien persones soles el 15,9% de les quals corresponia a persones de 65 anys o més que vivien soles. El nombre mitjà de persones vivint en cada habitatge era de 2,63 i el nombre mitjà de persones que vivien en cada família era de 3,22.
Per edats la població es repartia de la següent manera: un 29,4% tenia menys de 18 anys, un 7,1% entre 18 i 24, un 28,1% entre 25 i 44, un 20,5% de 45 a 60 i un 15% 65 anys o més.
L'edat mediana era de 36 anys. Per cada 100 dones de 18 o més anys hi havia 97,8 homes.
La renda mediana per habitatge era de 33.250 $ i la renda mediana per família de 42.750 $. Els homes tenien una renda mediana de 36.667 $ mentre que les dones 21.250 $. La renda per capita de la població era de 14.527 $. Aproximadament el 5,9% de les famílies i el 8,3% de la població estaven per davall del llindar de pobresa.

## Poblacions properes
El següent diagrama mostra les poblacions més properes.